# ماركو غارسيس
ماركو غارسيس (بالإسبانية: Marco Garcés)‏ هو لاعب كرة قدم مكسيكي في مركز الوسط، ولد في 7 نوفمبر 1972 في مدينة مكسيكو في المكسيك. شارك مع منتخب المكسيك لكرة القدم. أما مع النوادي، فقد لعب مع كروز آزول ونادي باتشوكا ونادي تيكوس ونادي غوادالاخارا.

## وصلات خارجية
- ماركو غارسيس على موقع قاعدة بيانات كرة القدم.إي يو (الإنجليزية)
- ماركو غارسيس على موقع ناشيونال فوتبول تيمز (الإنجليزية)
- ماركو غارسيس على موقع Soccerway.com (الإنجليزية)